# قرار مجلس الأمن التابع للأمم المتحدة رقم 959
قرار مجلس الأمن التابع للأمم المتحدة رقم 959، المتخذ بالإجماع في 19 تشرين الثاني / نوفمبر 1994، بعد التذكير بجميع القرارات المتعلقة بالحالة في البوسنة والهرسك، بما في ذلك القرار 824 (1993) و836 (1993)، ناقش المجلس جهود قوة الحماية التابعة للأمم المتحدة لضمان تنفيذ قرارات مجلس الأمن في المناطق الآمنة في البوسنة والهرسك.
وجدد مجلس الأمن التأكيد على ضرورة التوصل إلى تسوية بين الأطراف البوسنية، وأدان صرب البوسنة بعد رفضهم تسوية الأراضي. وأعرب عن قلقه إزاء تصاعد القتال حول بيخاتش والمنطقة الآمنة وما تلاه من تهجير للأشخاص. وأعاد تأكيد الدعوات السابقة للأطراف لوقف الأعمال العدائية التي قد تؤدي إلى مزيد من تصعيد التوترات، وضرورة وقف إطلاق النار بشكل عاجل. تم التأكيد على أهمية سراييفو كمركز متعدد الثقافات والأعراق والديانات. تمت الإشارة إلى بيان الاتحاد الأوروبي وروسيا والمملكة المتحدة والولايات المتحدة والتزامهم بتعزيز نظام المناطق الآمنة.
وكان هناك قلق بشأن الأعمال العدائية في البوسنة والهرسك وانتهاكات حدودها الدولية مع كرواتيا، ولا سيما من قبل القوات الصربية كرايينا. تم حث جميع الأطراف على التعاون مع قوة الأمم المتحدة للحماية لضمان تنفيذ قرارات مجلس الأمن بشأن المناطق الآمنة. وسئل الأمين العام بطرس بطرس غالي عن الإجراءات الإضافية الممكنة لتحقيق الاستقرار في بيهاتش. طُلب من كل من الأمين العام وقوة الأمم المتحدة للحماية مواصلة المفاوضات مع الأطراف البوسنية بشأن نزع السلاح من سراييفو واستعادة الحياة الطبيعية في المدينة وفقًا للقرار 900 (1994). وأخيراً، طُلب إلى الأمين العام أن يقدم تقريراً إلى المجلس بحلول 1 كانون الأول / ديسمبر 1994 بشأن تنفيذ القرار الحالي.

## روابط خارجية
- نص القرار في undocs.org